# Mert Matıç
Mert Matıç (ur. 22 maja 1995 w Đakovie) – turecki siatkarz pochodzenia bośniackiego, grający na pozycji środkowego.
27 marca 2024 roku tuż po wręczeniu pucharu po zdobyciu Pucharu Turcji przez Halkbank Ankara, oświadczył się swojej narzeczonej İrem Yaman, która została m.in. dwa razy mistrzynią świata w taekwondo.

## Sukcesy klubowe
Mistrzostwo Turcji:
- 2024[6]
- 2016, 2018, 2019, 2023[7]

Puchar Turcji:
- 2023[8], 2024[9]

## Sukcesy reprezentacyjne
Liga Europejska:
- 2023[10]
- 2022[11]
- 2018

## Nagrody indywidualne
- 2016: Najlepszy blokujący w finale tureckiej Efeler Ligi
- 2018: Najlepszy blokujący w finale tureckiej Efeler Ligi